# Valerio Della Stua
Valerio Della Stua (1 de abril de 1995) es un deportista italiano que compite en tiro con arco, en la modalidad de arco compuesto. Ganó dos medallas en el Campeonato Europeo de Tiro con Arco en Sala, plata en 2019 y bronce en 2024.

## Palmarés internacional
| Campeonato Europeo en Sala | Campeonato Europeo en Sala | Campeonato Europeo en Sala | Campeonato Europeo en Sala |
| Año                        | Lugar                      | Medalla                    | Prueba                     |
| -------------------------- | -------------------------- | -------------------------- | -------------------------- |
| 2019                       | Samsun (Turquía)           | Medalla de plata           | Equipo                     |
| 2024                       | Varaždin (Croacia)         | Medalla de bronce          | Equipo                     |